# Koupě
Koupě är en ort i Tjeckien.   Den ligger i regionen Mellersta Böhmen, i den centrala delen av landet, 70 km sydväst om huvudstaden Prag. Koupě ligger 531 meter över havet och antalet invånare är 159.
Terrängen runt Koupě är huvudsakligen platt, men åt nordväst är den kuperad. Runt Koupě är det ganska glesbefolkat, med 34 invånare per kvadratkilometer. Närmaste större samhälle är Blatná, 10,3 km söder om Koupě. I omgivningarna runt Koupě växer i huvudsak blandskog.